# Troides allotei
Espèce
Statut CITES
Troides allotei est une espèce de papillons de la famille des Papilionidae et de la sous-famille des Papilioninae et du genre Troides.

## Taxinomie
Le mâle de Troides allotei a été décrit par Lionel Walter Rothschild en 1914. La femelle a été figurée par Niepelt en 1916 puis décrite par Peebless et Schmassmann en 1917.

### Phylogénèse
Troides allotei présente des caractères communs et intermédiaires entre Troides priamus et Troides victoriae qui ont d'abord fait croire à un hybride. Les travaux de F. Schmid démontrent que c'est à partir de Troides allotei que Troides priamus et Troides victoriae ont évolué de façon divergente.

## Description
Troides allotei présente une envergure d'environ 150 mm et des ailes postérieures légèrement crénelées.
Les mâles présentent un dessus des ailes bleu-vert avec des parties vert jaune à l'apex des ailes antérieures et en bordure des ailes postérieures. Le revers est vert.

## Écologie et distribution
Troides allotei est présent à Bougainville dans l'archipel des Salomon en Papouasie-Nouvelle-Guinée.

### Protection
Il est protégé par le statut de tous les Troides.